# Ambasamudram
Ambasamudram es una ciudad y municipio situada en el distrito de Tirunelveli en el estado de Tamil Nadu (India). Su población es de 35645 habitantes (2011). Se encuentra a 30 km de Tirunelveli y a 85 km de Thoothukudi.

## Demografía
Según el censo de 2011 la población de Ambasamudram era de 35645 habitantes, de los cuales 17405 eran hombres y 18240 eran mujeres. Ambasamudram tiene una tasa media de alfabetización del 86,94%, superior a la media estatal del 80,09%: la alfabetización masculina es del 92,79%, y la alfabetización femenina del 81,40%.